# Кумир (река)
Кумир (в верховье — Кызылгая, Кызылчая, Кызылчай) — левый приток реки Чарыш. Длина 66 км. Площадь водосборного бассейна — 1090 км².
Средний расход воды — 35,6 м³/с.
Берёт начало из горных озёр на юго-востоке Коргонского хребта, на высоте около 2000 метров над уровнем моря, в верховье называется Кызылгая. На протяжении 40 км река течёт в глубоком ущелье. Популярна у любителей сплава. На этом участке насчитывается около 17 порогов и 20 шивер. Самый известный её порог — «Девичьи плёсы» расположен недалеко от села Усть-Кумир, здесь бурная и стремительная река Кумир образует тихую заводь с прозрачной до дна водой. Впадает в реку Чарыш восточнее села Усть-Кумир. Высота устья — 747 м над уровнем моря.
В бассейне Кумира находятся месторождения белой яшмы и горного хрусталя.
Ежегодно в начале июля проводятся соревнования по технике водного туризма и рафтингу. Начиная с 2005 года каждые два года проводится первенство России по рафтингу. Традиционно поляна соревнований находится около ручья Мендой. Сами соревнования проходят на порогах Мендой и Интеграл.
В 10 километрах от устья реки находится пасека. Дорога вдоль реки представляет собой постоянные подъёмы и спуски, дорога достаточно легко проезжаема на полноприводных автомобилях.

## Притоки
(указано расстояние от устья)
- 21 км: Березовка
- 24 км: Щебнюха
- 27 км: Красноярка
- 31 км: Кытма
- 36 км: Кедровка
- 42 км: Черновая
- 47 км: Дегаина

## Данные водного реестра
По данным государственного водного реестра России относится к Верхнеобскому бассейновому округу, водохозяйственный участок реки — Обь от слияния рек Бия и Катунь до города Барнаул, без реки Алей, речной подбассейн реки — бассейны притоков (Верхней) Оби до впадения Томи. Речной бассейн реки — (Верхняя) Обь до впадения Иртыша.